# The Hrsmn
The Hrsmn (abreviación de Horsemen) es un supergrupo de hip hop formado por 3 estadounidenses y 1 jamaicano que incluye algunos de los más reconocidos MC’s del rap. Los principales componentes son Canibus, Ras Kass, Killah Priest y Kurupt. Entre los miembros honorarios cabe destacar a Pharoahe Monch, Pak-Man y Chino XL.

## Discografía
- 2003: The Horsemen Project (Think Differently Music / Proverbs Music Inc.)
- 2021:The Last Ride